# Qureshi
Qureshi (arabisch قریشی; Urdu قریشی) ist ein arabischer Familienname, dessen Auftreten nicht auf den arabischen Sprachraum beschränkt ist.

## Namensträger
- Abid Riaz Qureshi, US-amerikanischer Jurist
- Abdul Najeeb Qureshi (* 1988), indischer Sprinter
- Aisam-ul-Haq Qureshi (* 1980), pakistanischer Tennisspieler
- Atif Qureshi (* 1985), pakistanischer Fußballspieler
- Fazal Qureshi (* 1961), indischer Musiker
- Haji Yakub Qureshi, indischer Politiker
- Huma Qureshi (* 1986), indische Schauspielerin und Model
- Imran Qureshi (* 1972), pakistanischer Künstler
- Kamal Qureshi (* 1970), dänischer Arzt und Politiker der Sozialistischen Volkspartei (SF)
- Mohammad Shafi Qureshi (1929–2016), indischer Politiker
- Reshma Qureshi, indisches Model, Vloggerin und Aktivistin gegen Säureattentate
- Shah Mehmood Qureshi (* 1956), pakistanischer Politiker
- Subhan Qureshi (* 1959), Biologe von Khyber Pakhtunkhwa, Pakistan
- Taufiq Qureshi (* 1962), indischer Musiker
- Yasin Qureshi (* 1973), Mitbegründer der Hamburger Varengold Bank